# British Phonographic Industry
BPI (British Recorded Music Industry) Limited, normalt kendt som British Phonographic Industry eller BPI, er den britiske musikindustris fagforbund.